# Hermanias: Especial Fim de Ano
Hermanias: Especial Fim de Ano é um programa de Herman José transmitido pela primeira vez pela RTP na passagem de ano de 1991 para 1992.
Acompanhado por actores como Ana Bola, Maria Vieira, Vítor de Sousa, Filipe Ferrer, São José Lapa, Lídia Franco, José Pedro Gomes, Miguel Guilherme e Rita Blanco, além das participações de convidados como Carlos Cruz, Sousa Veloso e Teresa Guilherme, Herman concebeu e protagonizou um novo especial de reveillon após o sucesso de Crime na Pensão Estrelinha. Além das canções interpretadas por Tony Silva (com letras de Rosa Lobato Faria acerca dos principais acontecimentos de 1991), o programa inclui numerosos sketches e anedotas com personagens antigas e novas do humorista. Particularmente célebres ficaram José Severino (com a frase "Eu é mais bolos"), o pasteleiro entrevistado por engano, e o poeta alentejano Carlos Carrapiço.
Depois deste programa, Herman deixou de escrever e interpretar sketches durante vários anos, até iniciar a sua colaboração com as Produções Fictícias. Mais tarde, na SIC, participou em programas de fim de ano como 2002, Odisseia na Tenda e As Boas Entradas.
Hermanias: Especial Fim de Ano foi lançado em DVD no final de 2008.
1. ↑  «Hermanias Especial Fim de Ano». RTP. Consultado em 1 de novembro de 2018